# 農業に於ける労働者補償に関する条約
農業に於ける労働者補償に関する条約（のうぎょうにおけるろうどうしゃほしょうにかんするじょうやく、英語: Convention concerning Workmen's Compensation in Agriculture）は、国際労働機関の条約。1921年11月12日に採択され、1923年2月26日に発効した。農村労働者にも労働災害補償に関する法令を適用するよう定めており、1964年の業務災害の場合における給付に関する条約で改正されている。
2018年4月現在、77か国が批准しており、うちウルグアイが1978年に脱退している。